# Canale ottico
Il canale ottico, detto anche forame ottico, è un foro situato nella piccola ala dello sfenoide, nel quale passano il nervo ottico, II paio di nervi cranici, e l'arteria oftalmica. È situato superiormente e medialmente rispetto alla fessura orbitaria superiore, ed è tramite di esso che avviene il collegamento tra bulbo oculare e il cervello, dal momento che i nervi ottici si incrociano nel chiasma ottico, per poi dare origine ai due tratti ottici i quali andranno al talamo.